# Asuel
Asuel är en ort i kantonen Jura, Schweiz. 
Asuel var tidigare en egen kommun, men den 1 januari 2009 slogs kommunerna Asuel, Charmoille, Fregiécourt, Miécourt och Pleujouse samman till den nya kommunen La Baroche.